# Campeonato Sudamericano Sub-20 de Futsal de 2024
El Campeonato Sudamericano Sub-20 de Futsal de 2024, estilizada como CONMEBOL Sub20 Futsal 2024, fue la décima edición de selecciones masculinas juveniles de futsal de Sudamérica del Campeonato Sudamericano Sub-20 de Futsal. Se disputó en la ciudad de Lima, Perú del 16 al 24 de noviembre del 2024, y fue organizado por la Confederación Sudamericana de Fútbol y la Federación Peruana de Fútbol.

## Equipos participantes
En esta edición participarán los 10 miembros de la CONMEBOL.
| Equipos participantes | Equipos participantes | Equipos participantes | Equipos participantes | Equipos participantes |
| --------------------- | --------------------- | --------------------- | --------------------- | --------------------- |
| Argentina             | Brasil                | Colombia              | Paraguay              | Uruguay               |
| Bolivia               | Chile                 | Ecuador               | Perú                  | Venezuela             |

## Formato de competencia
En la primera fase del torneo, los equipos se dividieron en dos grupos de cinco equipos, y los equipos de cada grupo se enfrentaron entre sí todos contra todos. Los dos mejores equipos de cada grupo avanzaron a semifinales, y los dos ganadores disputaron la final.

## Sorteo
El sorteo de grupos se llevó a cabo en la sede de la Conmebol ubicada en la ciudad de Luque, Paraguay, el 12 de septiembre de 2024 a las 13:00 (UTC-3)
Entre paréntesis se indica la posición de las selecciones que ubicaron en el Campeonato Sudamericano Sub-20 de Futsal de 2022.
| Cabezas de serie    | Bombo 2                    | Bombo 3                 | Bombo 4                  | Bombo 5                |
| ------------------- | -------------------------- | ----------------------- | ------------------------ | ---------------------- |
| Perú (9) Brasil (1) | Argentina (2) Colombia (3) | Chile (4) Venezuela (6) | Paraguay (7) Ecuador (8) | Chile (9) Bolivia (10) |

## Primera fase
- Los horarios corresponden a la hora de Perú (UTC-5).
- Ítems: Pts: puntos; PJ: jugados; PG: ganados; PE: empatados; PP: perdidos; GF: goles a favor; GC: goles en contra; Dif: diferencia de goles.

### Grupo A
| Equipo    | Pts | PJ | PG | PE | PP | GF | GC | Dif |
| --------- | --- | -- | -- | -- | -- | -- | -- | --- |
| Paraguay  | 10  | 4  | 3  | 1  | 0  | 10 | 5  | 5   |
| Argentina | 8   | 4  | 2  | 2  | 0  | 16 | 9  | 7   |
| Perú      | 5   | 4  | 1  | 2  | 1  | 10 | 8  | 2   |
| Ecuador   | 2   | 4  | 0  | 2  | 2  | 5  | 12 | -7  |
| Chile     | 1   | 4  | 0  | 1  | 3  | 6  | 13 | -7  |

| 16 de noviembre de 2024 | Ecuador | 2:2 (0:0) | Chile | Polideportivo de Villa El Salvador, Lima |  |
| 16:45                   |         |           |       |                                          |  |

| 16 de noviembre de 2024 | Perú | 2:3 (0:0) | Paraguay | Polideportivo de Villa El Salvador, Lima |  |
| 19:00                   |      |           |          |                                          |  |

- Equipo libre:  Argentina.

| 17 de noviembre de 2024 | Paraguay | 2:2 (1:2) | Argentina | Polideportivo de Villa El Salvador, Lima |  |
| 16:45                   |          |           |           |                                          |  |

| 17 de noviembre de 2024 | Ecuador | 1:1 (0:0) | Perú | Polideportivo de Villa El Salvador, Lima |  |
| 19:00                   |         |           |      |                                          |  |

- Equipo libre:  Chile.

| 18 de noviembre de 2024 | Paraguay | 2:1 (1:1) | Ecuador | Polideportivo de Villa El Salvador, Lima |  |
| 16:45                   |          |           |         |                                          |  |

| 18 de noviembre de 2024 | Argentina | 4:3 (3:0) | Chile | Polideportivo de Villa El Salvador, Lima |  |
| 19:00                   |           |           |       |                                          |  |

- Equipo libre:  Perú.

| 20 de noviembre de 2024 | Argentina | 7:1 (3:1) | Ecuador | Polideportivo de Villa El Salvador, Lima |  |
| 16:45                   |           |           |         |                                          |  |

| 20 de noviembre de 2024 | Chile | 1:4 (0:1) | Perú | Polideportivo de Villa El Salvador, Lima |  |
| 19:00                   |       |           |      |                                          |  |

- Equipo libre:  Paraguay.

| 21 de noviembre de 2024 | Chile | 0:3 (0:2) | Paraguay | Polideportivo de Villa El Salvador, Lima |  |
| 16:45                   |       |           |          |                                          |  |

| 21 de noviembre de 2024 | Perú | 3:3 (2:3) | Argentina | Polideportivo de Villa El Salvador, Lima |  |
| 19:00                   |      |           |           |                                          |  |

- Equipo libre:  Ecuador

### Grupo B
| Equipo    | Pts | PJ | PG | PE | PP | GF | GC | Dif |
| --------- | --- | -- | -- | -- | -- | -- | -- | --- |
| Brasil    | 12  | 4  | 4  | 0  | 0  | 22 | 5  | 17  |
| Colombia  | 6   | 4  | 2  | 0  | 2  | 12 | 6  | 6   |
| Venezuela | 6   | 4  | 2  | 0  | 2  | 11 | 6  | 5   |
| Uruguay   | 6   | 4  | 2  | 0  | 2  | 8  | 9  | -1  |
| Bolivia   | 0   | 4  | 0  | 0  | 4  | 2  | 29 | -27 |

| 16 de noviembre de 2024 | Bolivia | 1:7 (0:3) | Venezuela | Polideportivo de Villa El Salvador, Lima |  |
| 12:15                   |         |           |           |                                          |  |

| 16 de noviembre de 2024 | Brasil | 5:2 (2:2) | Uruguay | Polideportivo de Villa El Salvador, Lima |  |
| 14:30                   |        |           |         |                                          |  |

- Equipo libre:  Colombia.

| 17 de noviembre de 2024 | Uruguay | 2:1 (0:0) | Colombia | Polideportivo de Villa El Salvador, Lima |  |
| 12:15                   |         |           |          |                                          |  |

| 17 de noviembre de 2024 | Bolivia | 0:11 (0:2) | Brasil | Polideportivo de Villa El Salvador, Lima |  |
| 14:30                   |         |            |        |                                          |  |

- Equipo libre:  Venezuela.

| 18 de noviembre de 2024 | Uruguay | 4:0 (3:0) | Bolivia | Polideportivo de Villa El Salvador, Lima |  |
| 12:15                   |         |           |         |                                          |  |

| 18 de noviembre de 2024 | Colombia | 2:0 (0:0) | Venezuela | Polideportivo de Villa El Salvador, Lima |  |
| 14:30                   |          |           |           |                                          |  |

- Equipo libre:  Brasil.

| 20 de noviembre de 2024 | Colombia | 7:1 (5:1) | Bolivia | Polideportivo de Villa El Salvador, Lima |  |
| 12:15                   |          |           |         |                                          |  |

| 20 de noviembre de 2024 | Venezuela | 1:3 (1:2) | Brasil | Polideportivo de Villa El Salvador, Lima |  |
| 14:30                   |           |           |        |                                          |  |

- Equipo libre:  Uruguay.

| 21 de noviembre de 2024 | Venezuela | 3:0 (1:0) | Uruguay | Polideportivo de Villa El Salvador, Lima |  |
| 12:15                   |           |           |         |                                          |  |

| 21 de noviembre de 2024 | Brasil | 3:2 (1:1) | Colombia | Polideportivo de Villa El Salvador, Lima |  |
| 14:30                   |        |           |          |                                          |  |

- Equipo libre:  Bolivia

## Fase final

### Cuadro de desarrollo
|  | Semifinales     | Semifinales |                       |   | Final | Final |
|  |                 |             |                       |   |       |       |
|  | 24 de noviembre |             |                       |   |       |       |
|  |                 |             |                       |   |       |       |
|  | Paraguay        | 0           |                       |   |       |       |
|  | Paraguay        | 0           | 24 de noviembre       |   |       |       |
|  | Colombia        | 2           |                       |   |       |       |
|  | Colombia        | 2           | Colombia              | 2 |       |       |
|  | 24 de noviembre |             | Colombia              | 2 |       |       |
|  |                 | Argentina   | 4                     |   |       |       |
|  | Brasil          | Argentina   | 4                     | 0 |       |       |
|  | Brasil          |             |                       | 0 |       |       |
|  | Argentina       | 2           |                       |   |       |       |
|  | Argentina       | 2           | Tercer Lugar play-off |   |       |       |
|  |                 |             |                       |   |       |       |
|  | 24 de noviembre |             |                       |   |       |       |
|  |                 |             |                       |   |       |       |
|  | Paraguay        | 0           |                       |   |       |       |
|  | Paraguay        | 0           |                       |   |       |       |
|  | Brasil          | 3           |                       |   |       |       |

|  | Quinto puesto play-off |   |
|  |                        |   |
|  | 24 de noviembre        |   |
|  |                        |   |
|  | Perú                   | 2 |
|  | Perú                   | 2 |
|  | Venezuela              | 3 |
|  | Venezuela              | 3 |

|  | Séptimo puesto play-off |   |
|  |                         |   |
|  | 23 de noviembre         |   |
|  |                         |   |
|  | Ecuador                 | 3 |
|  | Ecuador                 | 3 |
|  | Uruguay                 | 5 |
|  | Uruguay                 | 5 |

|  | Noveno puesto play-off |   |
|  |                        |   |
|  | 23 de noviembre        |   |
|  |                        |   |
|  | Chile                  | 2 |
|  | Chile                  | 2 |
|  | Bolivia                | 5 |
|  | Bolivia                | 5 |

### Semifinales
| 23 de noviembre de 2024 | Paraguay | 0:2 (0:1) | Colombia | Polideportivo de Villa El Salvador, Lima |  |
| 16:30                   |          |           |          |                                          |  |

| 23 de noviembre de 2024 | Brasil | 0:2 (0:2) | Argentina | Polideportivo de Villa El Salvador, Lima |  |
| 19:00                   |        |           |           |                                          |  |

### Noveno puesto
| 23 de noviembre de 2024 | Chile | 2:5 (0:1) | Bolivia | Polideportivo de Villa El Salvador, Lima |  |
| 12:00                   |       |           |         |                                          |  |

### Séptimo puesto
| 23 de noviembre de 2024 | Ecuador | 3:5 (0:2) | Uruguay | Polideportivo de Villa El Salvador, Lima |  |
| 14:15                   |         |           |         |                                          |  |

### Quinto puesto
| 24 de noviembre de 2024 | Perú | 2:3 (1:2) | Venezuela | Polideportivo de Villa El Salvador, Lima |  |
| 12:00                   |      |           |           |                                          |  |

### Tercer puesto
| 24 de noviembre de 2024 | Paraguay | 0:3 (0:2) | Brasil | Polideportivo de Villa El Salvador, Lima |  |
| 14:15                   |          |           |        |                                          |  |

### Final
| 24 de noviembre de 2024 | Colombia | 2:4 (0:3) | Argentina | Polideportivo de Villa El Salvador, Lima |  |
| 17:00                   |          |           |           |                                          |  |

|                              |
| Bandera de Argentina         |
| Campeón Argentina 2do título |

## Tabla general
| Pos. | Equipo    | Pts | J | G | E | P | GF | GC | Dif. | Rend. |
| ---- | --------- | --- | - | - | - | - | -- | -- | ---- | ----- |
| 1    | Argentina | 14  | 6 | 4 | 2 | 0 | 22 | 11 | 11   | 100%  |
| 2    | Colombia  | 9   | 6 | 3 | 0 | 3 | 16 | 10 | 6    | 50%   |
| 3    | Brasil    | 15  | 6 | 5 | 0 | 1 | 25 | 7  | 18   | 83,3% |
| 4    | Paraguay  | 10  | 6 | 3 | 1 | 2 | 10 | 10 | 0    | 55,5% |
| 5    | Venezuela | 9   | 5 | 3 | 0 | 2 | 14 | 8  | 6    | 60%   |
| 6    | Perú      | 5   | 5 | 1 | 2 | 2 | 12 | 11 | 1    | 33,3% |
| 7    | Uruguay   | 9   | 5 | 3 | 0 | 2 | 13 | 12 | 1    | 60%   |
| 8    | Ecuador   | 2   | 5 | 0 | 2 | 3 | 8  | 17 | -9   | 13,3% |
| 9    | Bolivia   | 3   | 5 | 1 | 0 | 4 | 7  | 31 | -24  | 20%   |
| 10   | Chile     | 1   | 5 | 0 | 1 | 4 | 8  | 18 | -10  | 6,6%  |

## Premios y reconocimientos

### Bota de Oro
| Jugador         | Selección | Goles |
| --------------- | --------- | ----- |
| Rodrigo Álvarez | Argentina | 5     |
| Pedrihno        | Brasil    | 4     |
| Robert Gamarra  | Paraguay  | 4     |
| Manuel Maturana | Colombia  | 4     |
| Camilo          | Brasil    | 4     |
| Jhon Ríos       | Colombia  | 4     |
| Ulises Silguero | Argentina | 4     |